# Aphis praeterita
Aphis praeterita är en insektsart som beskrevs av Walker 1849. Aphis praeterita ingår i släktet Aphis och familjen långrörsbladlöss. Arten är reproducerande i Sverige. Inga underarter finns listade i Catalogue of Life.